# Energidă
Energida este definită ca unitatea fiziologică compusă din nucleu și citoplasma care îl înconjoară, ansamblu conceput ca un centru energetic. Noțiunea a fost introdusă în biologie de către botanistul german Julius von Sachs în 1892. Energidele pot fi mononucleate (monoenergide) sau multinucleate (polienergide). Celulele polienergide sunt adesea numite sinciții.

(gr. polys - mulți; energos — activ) — 1. Celulă multinucleată (cu mai mulți nuclei echivalenți), capabilă să realizeze o diviziune multiplă. 2. Celulă care conține mai multe complemente genetice — nucleu poliploid sau macronucleu (la majoritatea infuzorilor din subclasa ciliatelor, ex. genul Paramaecium, în citoplasmă, alături de nuclei mici sau micronuclei, denumiți și nuclei sexuali, există și un nucleu mare sau macronucleu poliploid, cu o structură eterogenă, denumit și nucleu vegetativ); o situație similară există și la unele bacterii și la marea majoritate a algelor albastre cu celulă mare. 3. Nucleu cu mai mulți centrioli. V. MONOENERGIDĂ.